# Ніобат літію
Ніобат літію (LiNbO3) — хімічна сполука, змішаний оксид ніобію, літію, безбарвні кистали із ромбоедричною структурою (а = 0,547 нм,  = 53,72°, просторова група R3c). Нерозчинний у воді. Не взаємодіє із кислотами окрім фтористоводневої кислоти.

## Отримання
Отримують LiNbO3 взаємодією Li2CO3 із Nb2O5 за 1050—1100 °C. Монокристали вирощують методом Чохральського.

## Фізичні властивості

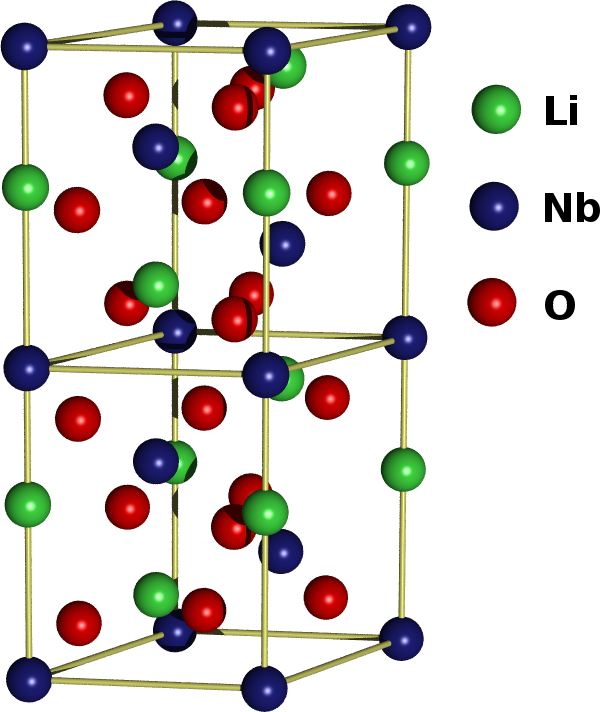
Кристали ніобату літію мають тригональну сигнонію й відносяться до кристалографічної точкової групи 3m C_{3v}). Його кристалічна структура не має центральної симетрії, тому ніобат літію є сегнетоелектриком й демонструє ефект Поккельса, п'єзоелектричний ефект, фотопружність й нелінійну оптичну поляризовуваність.

Кристали є оптично прозорими у області довжин хвиль 0,4-5,0 мкм; показник заломлення звичайного променя 2,29, незвичайного 2,20 (для довжини хвилі 0,63 мкм).
Є сегнетоелектриком із температурою К'юрі близько 1210 °C й величиною спонтанної поляризації 50—80 мкКл/см2 за 300 К.

## Застосування
Має високі оптично-нелінійні характеристики, тому використовується у лазерах для генерації другої гармоніки.
Ніобат літію застосовується в якості матеріалу для функціонування сегнетоелектричних елементів, оптоелектроніки (оптичні хвилеводи, кільцеві мікрорезонатори), акустоелектроніки (п'єзоелектричні перетворювачі у лініях затримки, фільтрах) й напівпровідникової електроніки (комірки енергонезалежної пам'яті FRAM). Використання плівок ніобату літію може значно спростити технологію виготовлення таких елементів й дозволити впровадити їх при виробництві простих CMOS-структур, носячи деякі доповнення у існуючу технологію.
Рідкофазна епітаксія ніобату літію може проводитися неізотермічним методом з 20 % розчином LiNbO3 у розплаві {\displaystyle \mathrm {LiO_{2}-V_{2}O_{5}} .}Температура епітаксії ({\displaystyle \mathrm {900-840{}^{o}C} }) підбирається на основі фазової діаграми псевдобінарної системи {\displaystyle \mathrm {LiVO_{3}-LiNbO_{3}} .} В якості підставок використовуються монокристалічні пластини {\displaystyle \mathrm {LiNbO_{3}} } й {\displaystyle \mathrm {LiTaO_{3}} } орієнтації ({\displaystyle \mathrm {12{\bar {1}}0} }) та ({\displaystyle \mathrm {0001} }) розмірами (10х15х1) мм. Епітаксія здійснюється по капілярній технології розчину-розплаву, за рахунок змочуваності між двома паралельно встановленими підставками. Затверділий на поверхні плівки розчин-розплав при кип'ятінні у дистильованій воді легко видаляється.
Перспективним методом синтезу плівок ніобату літію є високочастотне магнетронне диспергування, яке використовується для нанесення плівок складних оксидів. Умови процесу такого диспергування (склад, тиск робочого гару, потужність й просторова неоднорідність плазмового розряду, потенціал на підставці) відкривають широкі можливості керування структурою та, зокрема, текстурою плівок складного складу.
Плівки ніобату літію товщиною до {\displaystyle 1\mu m} отримують методом високочастотного магнетроного розпилення на підставках, які не підігріваються і підставках, що підігріваються (до {\displaystyle 550\mathrm {{}^{o}C} }). В якості мішені використовують неполіровані монокристалічні пластини LiNbO3 орієнтації (0001), отримані методом Чохральського. Розпилення проводиться у середовищі аргону й суміші {\displaystyle \mathrm {Ar+O_{2}} } (частку вмісту {\displaystyle \mathrm {O_{2}} } у суміші варіювали від 20 до 30 %) за питомої потужності високочастотного розряду 15-30 {\displaystyle W/cm^{2}.} В якості підставок використовують пластини монокристалічного {\displaystyle \mathrm {Si} } орієнтації (001) й гетероструктури «аморфна плівка {\displaystyle \mathrm {SiO_{2}\quad -\quad Si} }-аморфна плівка {\displaystyle \mathrm {SiO_{2}} }».